# 可倫坡馬拉松
可倫坡馬拉松（英語：Colombo Marathon），官方名稱為蘭卡體育旅遊可倫坡馬拉松（LSR Colombo Marathon，全稱為），前稱為蘭卡體育旅遊國際馬拉松（LSR International Marathon），是一項於斯里蘭卡首都可倫坡舉行的年度國際馬拉松賽事，設有5公里、10公里、半馬拉松與全馬拉松組別，而舉辦日期則是每年10月的第一個星期日。這項起始自1998年的比賽是「國際馬拉松和距離賽協會」（Association of International Marathons and Distance Races，簡稱為 AIMS）的一名永久成員，並與其他55名賽事成員一樣擁有投票權。

## 歷史
1990年代晚期，斯里蘭卡旅行社「蘭卡體育旅遊」（Lanka Sportreizen，簡稱為 LSR）發現該國當時並沒有任何國際馬拉松賽事，因此便提出在當地舉辦馬拉松比賽的構思。最終首屆馬拉松賽事於1998年在該國加勒市舉行，當時比賽的名稱是「蘭卡體育旅遊國際馬拉松」。賽事舉辦地點随後被更变为內貢博、康提以及丹布勒。2004年这项比赛首次在斯里蘭卡首都可倫坡舉行，并在可倫坡舉行至今，隨後主辦單位在2006年把這項比賽的名稱改為「蘭卡體育旅遊可倫坡馬拉松」。

## 組織
該賽事的主辦機構和主要贊助商是當地旅行社與行程承辦商「蘭卡體育旅遊」，並得到該國旅遊部、青年事務部、教育部、體育部、警察部門以及斯里蘭卡航空的支援，而當地的田徑總會則提供技術援助。另一方面，部分負責可倫坡馬拉松的主要官員也透過這項比賽來介紹該國的消閒活動，以宣傳斯里蘭卡是一個安全和理想的地方供遊客旅遊與進行體育活動。

## 比賽項目和獎金
2015年可倫坡馬拉松的各項組別賽事總共吸引了來自超過30個國家約7000名跑手參加，而主辦方亦增加該屆比賽的總獎金以鼓勵更多民眾參與，當中全馬拉松賽事的冠軍獎金更由2014年的1500美元提升至2500美元。此外，這項比賽也設有適合50歲以上人士參加的特別版全馬拉松和半馬拉松組別，以及適合15歲以上青年參與的5公里和10公里「繽紛賽跑」。

## 賽道
可倫坡馬拉松的全馬拉松賽事以該國體育部總部為起點，並經過博雷拉（Borella）、德馬塔戈達（Dematagoda）、佩利亞戈達（Peliyagoda）、瓦塔拉（Wattala）、帕穆努加馬（Pamunugama）、塔拉赫納（Thalahena）、皮蒂帕納（Pitipana）與杜瓦（Duwa）等可倫坡郊區以及漢密頓運河（Hamilton Canal），最後以內貢博海灘公園為總點。

## 外部連結
- 可倫坡馬拉松官方網站 （页面存档备份，存于）